# Semitas
O termo semita tem como principal  conjunto linguístico composto por uma família de vários povos, entre os quais se destacam os árabes e hebreus, que compartilham as mesmas origens culturais. 
A origem da palavra "semita" vem de uma expressão no Gênesis, referindo-se à linhagem de descendentes de Sem, filho de Noé. Modernamente, as línguas semíticas estão incluídas na família das línguas camito-semítica.
Historicamente, esses povos tiveram grande influência cultural, pois as três grandes religiões monoteístas do mundo judaísmo, cristianismo e islamismo possuem raízes semitas.
Devido a diversas migrações, não podemos falar de um grupo étnico homogêneo. Portanto, muitas línguas compõem a família semítica, incluindoacadiano, ugarítico, fenício, hebraico, aramaico, árabe, etíope,  amorita e caldeu.

Mapa mostrando a distribuição de falantes de línguas semíticas (laranja) e outras línguas afro-asiáticas hoje.

## Etimologia
Semítico é um adjetivo que se refere aos povos que tradicionalmente falaram línguas semíticas ou às coisas que lhes pertencem. A análise genética sugere que os povos semíticos partilham uma significativa ancestralidade comum, apesar de diferenças importantes e de contribuições de outros grupos. Esta comunidade genética, no entanto, é menos verdadeira no Corno de África, onde populações nativas sem ligações com as do Médio Oriente podem ter adaptado ao longo dos anos língua(s) semítica(s) devido à influência cultural de imigrantes provenientes do Iémen.
Existe muito debate acerca do âmbito do uso "racial" da palavra no contexto da genética de populações e da história, mas como um termo linguístico está bem definido, referindo-se a uma família de línguas — quer antigas, quer modernas —, originárias na sua maioria do Médio Oriente, que inclui o acádio, o amárico, o árabe, o aramaico, o assírio, o hebraico, o maltês e o tigrínia. Os povos proto-semíticos, ancestrais dos semitas no Médio Oriente antes da fragmentação da hipotética língua protossemítica original nas várias línguas semíticas modernas, terão sido, segundo se pensa, originários da Península Arábica.
A palavra "semítico" deriva de Sem, versão grega do nome hebraico Shem, um dos três filhos de Noé nas escrituras judaicas (Génesis 5:32); a forma nominativa que se refere a uma pessoa é semita. O adjetivo antissemítico ou antissemita é quase sempre usada como sinónimo de "antijudeu".

## Origens
Existem três hipóteses para a origem dos povos semitas: A primeira hipótese é de que esses povos teriam se originado na Etiópia e depois se estabelecido na Arábia e no Oriente Médio. A segunda é de que os Semitas seriam originários do sul da Mesopotâmia. E a terceira é de que esses povos teriam surgido na Arábia e a partir de 3500 a.C. teriam migrado para outras regiões em busca de terras férteis.
Entre os antigos povos semitas estão os Fenícios, Hebreus, Amoritas, Acadianos, Assírios, Sírios, Caldeus, Arameus, Árabes e Hicsos.

### Surgimento e expansão do judaísmo e islamismo
Uma das primeiras religiões monoteístas estabelecidas no mundo, a religião judaica, surgiu entre os hebreus antigos sendo Abraão considerado o primeiro hebreu no livro de Gênesis[carece de fontes?] e depois, com Moisés, o judaísmo foi formalizado.[carece de fontes?] Após a morte de Moisés, Josué lidera os hebreus a se estabelecerem na terra onde hoje é Israel. Depois os hebreus sofreram diversas invasões e a religião se tornou o principal elo entre eles.[carece de fontes?] No século I da era cristã, os judeus acabaram sendo dispersos pelos romanos, dando origem à diáspora judaica.
Os judeus, depois da diáspora, acabaram formando grandes grupos localizados em diversas regiões do mundo, passando por diferentes trocas culturais. Os grupos que ficaram na Ásia mantiveram melhor suas características originais. Os europeus se subdividiram ainda em dois subgrupos: sefarditas e asquenazitas. Os asquenazitas foram para países da Europa central e para países eslavos na Europa oriental. Os sefarditas migraram para a Espanha e Portugal (Sefarad é o nome para a península Ibérica em hebraico). Os sefarditas ainda sofreram outra dispersão em 1492 se estabelecendo então em países do norte da África, na Europa Central e na Itália.
Porém, a grande expansão semita ocorreu com o outro tronco cultural da família: o dos árabes, logo após a fundação do islamismo no século VII. Os povos árabes pré-islâmicos tiveram grande assimilação religiosa graças aos longos contatos com o judaísmo e com o cristianismo. Portanto, a propagação da religião muçulmana aconteceu de forma rápida, e o islamismo de Maomé uniu diversos povos que se lançaram a conquista do mundo, indo da Espanha até o oceano Pacífico.
No entanto, o vasto império se subdividiu em muitos estados. Em consequência dos ataques sofridos pelos cristãos, no Ocidente, e pelos turcos, no Oriente, os árabes acabaram sendo submetidos a diversas dominações. Apesar disso, outros povos ainda foram convertidos ao islã, como os próprios turcos e os persas.

## Povos semitas na atualidade
O século XX foi marcado por diversos acontecimentos envolvendo dois povos semitas remanescentes: os árabes e os hebreus.
Com o fim da Primeira Guerra e o desmoronamento do Império Otomano, as regiões da Síria e do Líbano ficaram sob o domínio da França. As outras áreas, inclusive a Palestina, passaram para as mãos da Grã-Bretanha. A ocupação da França e da Grã-Bretanha provocou fortes reações entre os árabes. Foi nesse contexto que surgiu no Egito a Irmandade Muçulmana, berço do fundamentalismo islâmico. A Síria só ganhou de fato seu reconhecimento em 17 de abril de 1946. O Líbano, em 22 de novembro de 1943. À Inglaterra coube a Palestina (incluídos os territórios da atual Jordânia e de Israel) e Mesopotâmia (atual Iraque).
Seus governantes, a maioria reis, obtiveram assim áreas extremamente ricas em petróleo e ganharam meios econômicos para se desenvolver. No mesmo período, em 1948, começa a fase de criação do estado de Israel em território Palestino. Começa então a divergência entre árabes e judeus. Desde então, aquela região é abalada por diversas guerras e se mantém num estado de permanente conflito.
Atualmente, as principais regiões de cultura árabe compreendem desde toda África Saariana até o Oriente Médio e regiões isoladas no Irã.
Além do estado de Israel, ainda existem muitas colônias judaicas, sendo as mais importantes nos Estados Unidos, na Rússia e nos demais países da Europa Oriental, no Reino Unido, na França e na Itália.
Outras vertentes semitas são as dos amáricos localizada na Etiópia e na Eritreia e as dos arameus e assírios no Líbano e norte do Iraque.